# Sele, Slovenj Gradec
Sele este o localitate din comuna Slovenj Gradec, Slovenia, cu o populație de 262 de locuitori.